# Zwijnshert
Het zwijnshert of varkenshert (Axis porcinus) is een hert uit de onderfamilie Cervinae.

## Kenmerken
Het dier wordt 100-130 cm lang, 60-80 cm hoog, staat relatief laag op de poten en weegt tussen 25 en 50 kg. Het lichaam is grijsbruin tot okerbruin of zandkleurig, de ledematen lichter. De buik is iets donkerder. De staart is kort en bovenaan bruin en onderaan wit. De oren zijn groot en rond.

## Leefwijze
Het zwijnshert leeft voornamelijk solitair in bossen en grasland. Als hij weinig verstoord wordt is hij ook overdag actief, maar anders alleen 's nachts. Er worden het hele jaar jongen geboren, maar het meeste tussen juli en september. Deze soort eet grassen, zaden en kruiden.

## Verspreiding
Deze soort komt voor in Zuid-Azië (India, Sri-Lanka en Indo-China). Het zwijnshert is door de mens geïntroduceerd in het zuidoosten van Victoria (Zuidoost-Australië), waar hij algemeen is. Mogelijk is ook de populatie op Sri Lanka geïntroduceerd.

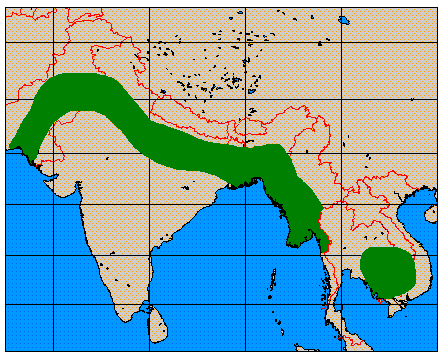
Verspreiding van het zwijnshert